# 2 Chainz
2 Chainz, de son vrai nom Tauheed Epps (né le 12 septembre 1977 à College Park, dans l'État de Géorgie), est un rappeur américain. Il gagne en popularité en tant que l'un des deux membres du groupe Playaz Circle, aux côtés de son ami et rappeur, Earl « Dolla Boy » Conyers. Ils sont sans doute mieux connus pour avoir signé sur le label de Ludacris, Disturbing tha Peace, et avoir publié leur premier single, Duffle Bag Boy.
En février 2012, Epps signe un contrat de distribution en solo avec le label Def Jam Recordings, une empreinte d'Universal Music Group. En août cette même année, il publie son premier album Based on a T.R.U. Story, accueilli d'une manière mitigée. L'album contient des singles à succès comme  No Lie, Birthday Song et I'm Different, tous classés au top 50 du Billboard Hot 100 et certifiés disque d'or ou plus par la Recording Industry Association of America (RIAA). Son second album B.O.A.T.S. II: Me Time est publié le 11 septembre 2013. Il contient les singles Feds Watching, Where U Been? et Used 2.
Le 6 janvier 2015, 2 Chainz annonce qu'il fonde officiellement son propre label, The Real University, également nommé T.R.U. ou The Real U. L'annonce révèle également que certains de ses récents collaborateurs Cap 1 et Skooly viennent de signer sur son label. Il signe également Short Dawg connu sous le nom de Bankroll Fresh qui était jusqu'alors engagé auprès du label Young Money. Peu de temps après l'annonce de la fondation du label, ils affirment être en train de travailler sur leur mixtape TRU Jack City.

## Biographie

### Jeunesse
2 Chainz, né Tauheed Epps, reçoit de sa mère le surnom de « Tity Boy », surnom qu'il gardera pour le début de sa carrière musicale. Au début des années 1990, Epps joue au basket-ball (il mesure 1,98 m) à l'université de l'Alabama puis à l'université d'Albany où il poursuit également ses études. Il étudie à la North Clayton High School avec la chanteuse de RnB Monica et devient le second meilleur élève de sa classe.

### Playaz Circle et Disturbing tha Peace (1997–2010)
En 1997, Tity Boy forme un groupe de hip-hop nommé Playaz Circle, avec son ami et ancien camarade de lycée, Dolla Boy. Le groupe publie en 2002 son premier album indépendant titré United We Stand, United We Fall. Grâce à cet album, le duo de College Park est repéré par la star du rap Ludacris. Le groupe commence alors à enregistrer plusieurs morceaux en vue de futurs projets. Mais le duo ne peut concrétiser ses projets car Dolla Boy est emprisonné pendant plusieurs mois, leur carrière en commun est donc en pause. Ludacris devient un des plus grands vendeurs de disques aux États-Unis, et crée un label musical appelé Disturbing tha Peace (DTP), en collaboration avec sa maison mère, Def Jam. Ludacris propose alors à Epps de rejoindre le label, celui-ci accepte l'offre, même si celle-ci n'inclut pas son ami et partenaire de groupe Dolla Boy. À la sortie de prison de ce dernier, les deux hommes commencent à réaliser plusieurs mixtapes afin de faire la promotion de leur futur album.
Leur premier album est publié en 2007, avec comme titre Supply and Demand. L'album est une réussite et se classe premier dans les classements de vente d'albums de rap aux États-Unis. Le single phare de l'opus est Duffle Bag Boy avec le rappeur Lil Wayne. Fort de ce succès le duo publie en 2009, un deuxième album appelé Flight 360: The Takeoff. Après de nombreux désaccords, Epps décide de quitter le label de Ludacris.

### Nouveau nom etBased on a T.R.U. Story(2011–2012)
Durant la carrière d'Epps, la presse spécialisée et les fans perçoivent dans son pseudonyme Tity Boi une insulte envers les femmes, ce qu'il dément à plusieurs reprises.
Début 2011, Epps décide de changer de nom pour 2 Chainz, ce qu'il trouve « plus convivial ». Après ce changement, Epps publie une mixtape intitulée T.R.U. REALigion, qui devient sa première mixtape à paraître dans les classements, à la 58e place du Top R&B/Hip-Hop Albums. Après le succès de la mixtape, Epps participe à des titres de rappeurs importants comme Kanye West (Mercy) et Nicki Minaj (Beez in the Trap).
Le 24 mars 2012, Epps annonce son premier album, Based on a T.R.U. Story (originellement intitulé T.R.U. to My REALigion) prévu pour le 14 août 2012. Le premier single de l'album, No Lie, fait participer le rappeur canadien Drake et est publié le 8 mai 2012. Le 11 mai, des rumeurs circulent selon lesquelles Epps aurait signé au label GOOD Music de Kanye West, selon un tweet de ce dernier : « 2 Chainz prépare 100k de pur son parce que c'est un B.O.N. (G.O.O.D)!!!!! » Cependant, Epps dément en expliquant : « Il a juste dit que j'étais bon, comme genre je suis un malade ». Le 30 mai 2012, Ciara révèle la participation de 2 Chainz à ses titres Sweat et One Woman Army.
Based on a T.R.U. Story débute premier du classement Billboard 200, avec 147 000 exemplaires vendus après sa première semaine de publication. L'album est accueilli d'une manière mitigée, avec une moyenne de 55 sur Metacritic. Le 23 septembre 2012, l'album compte 288 000 exemplaires écoulés aux États-Unis. En septembre, Epps joue aux MTV Video Music Awards, au côté de son ami Lil Wayne. Après la publication de son premier album, Based on a T.R.U. Story, Epps facilite son ascension. Il entame une tournée mondiale en solo, est nommé pour plus de 13 BET Hip Hop Awards, remporte quatre trophées, gagne le titre d'« homme de l'année » au magazine Source, collabore avec la marque Adidas puis avec Beats By Dre, et est nommé pour trois Grammy Awards, notamment dans la catégorie du meilleur album rap.

### B.O.A.T.S. II: Me TimeetFreeBase(depuis 2012)
À la fin de 2012, Epps annonce après sa tournée B.O.A.T.S., son retour en studio. En novembre 2012, il révèle trois nouvelles chansons issues de son second futur album, ce dernier étant prévu pour avril 2013,. Le rappeur participe à l'émission Law & Order: Special Victims Unit sur la NBC dans un épisode diffusé le 8 mai 2013. Il joue également son propre rôle dans la seconde saison (épisode 16) de la sitcom Two Broke Girls.
Le 23 mai 2013, il annonce son second album B.O.A.T.S. II: Me Time pour le 10 septembre 2013. Le 2 juin 2013, Epps publie son premier single extrait de l'album, Feds Watching au Hot 97's Summer Jam. La chanson fait participer Pharrell Williams et a été enregistrée pendant la nuit des Grammy Awards en 2013,. Le 15 juin, Epps annonce le titre de son second album n B.O.A.T.S. II: Me Time. L'album est publié au label Def Jam Recordings le 10 septembre 2013.
B.O.A.T.S. II: Me Time fait notamment participer Pharrell Williams, Fergie, Drake, Lil Wayne, Pusha T, Mase, Chrisette Michele, Iamsu!, T-Pain, Dolla Boy, Rich Homie Quan et Lloyd. Il est produit par Diplo, Mike Will Made It, Drumma Boy, J.U.S.T.I.C.E. League, Mannie Fresh, Wonder Arillo, Da Honorable C-Note et DJ Toomp. Il contient également les singles Used 2, Where U Been? et Netflix. L'album est généralement bien accueilli par la presse spécialisée. Il atteint également la troisième place du Billboard 200, et la deuxième du Top R&B/Hip-Hop Albums avec 63 000 exemplaires vendus une semaine après publication.
Le 23 octobre 2013, Epps révèle travailler sur un troisième album, juste après B.O.A.T.S. II. Il rapporte également vouloir faire participer Jay-Z à l'album. Le 5 mai 2014, Epps publie un nouvel EP intitulé FreeBase en téléchargement gratuit. Il contient sept chansons avec Lil Boosie, A$AP Rocky, Rick Ross et plus. L'EP est téléchargé plus de 200 000 fois.

### Vie privée
2 Chainz a deux filles, Heaven, née le 26 juillet 2008, et Harmony, née le 20 octobre 2012. Le 14 octobre 2015, 2 Chainz a accueilli son troisième enfant, un petit garçon nommé Halo. Le 18 août 2018, Epps a épousé sa petite amie de longue date et mère de ses trois enfants, Kesha Ward.

## Discographie

### Albums studio
- 2012 : Based on a T.R.U. Story
- 2013 : B.O.A.T.S. II: Me Time
- 2016 : ColleGrove (avec Lil Wayne)
- 2017 : Pretty Girls Like Trap Music
- 2019 : Rap or Go to the League
- 2020 : So Help Me God!
- 2022 : Dope Don't Sell Itself
- 2023 : Welcome 2 Collegrove (avec Lil Wayne)

### Mixtapes
- 2007 : Me Against the World!
- 2009 : Trap-A-Velli (avec Bigga Rankin)
- 2010 : All Ice on Me [2 Disc] (avec DJ Scream/DJ Teknikz)
- 2010 : Me Against the World 2: Codeine Withdrawal
- 2010 : Trap-A-Velli 2: (The Residue) (avec Bigga Rankin)
- 2010 : Dial Turned to Hustle
- 2010 : How'd I Get in This Elevator?: A Hip Hop Opera
- 2010 : Codeine Cowboy (A 2 Chainz Collective) (avec DJ Teknikz & DJ Frank White)
- 2011 : I Started the Fire
- 2011 : T.R.U. REALigion (avec DJ Drama)
- 2012 : T.R.U. World (avec DJ Iron Sparks)
- 2013 : Different World
- 2015 : T.R.U. Jack City (avec Skooly, Fre$h aka $hort Dawg, Cap 1 & Dj E Sudd)
- 2015 : Trap-A-Velli Tre
- 2016 : Daniel Son: Necklace Don

### EPs
- 2014 : FreeBase

- 2016 : Felt Like Cappin

- 2016 : Hibachi For Lunch

- 2018 : The Play Don't Care Who Makes It

- 2018 : Hot Wings Are A Girl's Best Friend
- 2022 : Million Dollars Worth of Game

### Singles
- 2011 : Spend It (T.R.U. REALigion)
- 2011 : Spend It (Remix) avec T.I (T.R.U. REALigion)
- 2011 : Riot (T.R.U. REALigion)
- 2012 : No Lie avec Drake (Based on a T.R.U. Story)
- 2012 : Birthday Song avec Kanye West (Based on a T.R.U. Story)
- 2012 : I Luv Dem Strippers avec Nicki Minaj
- 2012 : Fuckin' Problems
- 2013 : We Own It (Fast & Furious) avec Wiz Khalifa (B.O.A.T.S. II: Me Time)
- 2013 : Feds Watching avec Pharrell Williams (B.O.A.T.S. II: Me Time)
- 2013 : Used 2 (B.O.A.T.S. II: Me Time)
- 2015 : Watch Out (Trap-A-Velli Tre)
- 2016 : Bounce avec Lil Wayne (ColleGrove)
- 2016 : Gotta Lotta avec Lil Wayne (ColleGrove)
- 2016 : MFN Right avec Lil Wayne (ColleGrove)
- 2016 : Big Amount avec Drake (Daniel Son; Necklace Don)
- 2017 : Good Drank avec Quavo et Gucci Mane (Pretty Girls Like Trap Music)
- 2017 : It's a Vibe avec Ty Dolla Sign, Trey Songz et Jhené Aiko (Pretty Girls Like Trap Music)
- 2017 : Gang Up avec Young Thug, PnB Rock et Wiz Khalifa (The Fate of the Furious: The Album)
- 2017 : 4 AM avec Travis Scott (Pretty Girls Like Trap Music)
- 2018 : 2nd to None avec Dreezy
- 2018 : Alive avec Lil Jon et Offset
- 2018 : Proud avec YG et Offset (The Play Don't Care Who Makes It)
- 2018 : Bigger Than You avec Drake et Quavo

### Singles collaboratifs
- 2011 : Oh My (Remix) de DJ Drama avec Trey Songz 2 Chainz et Big Sean (Third Power)
- 2011 : Money on The Floor de Big K.R.I.T. avec 8Ball & MJG et 2 Chainz (Live from The Underground)
- 2011 : Helicopter de Lil Scrappy avec 2 Chainz et Twista (The Grustle)
- 2011 : Yao Ming de David Banner avec 2 Chainz et Lil Wayne (MTA3: The Trinity Movement)
- 2012 : Mercy de Kanye West avec Big Sean, Pusha T et 2 Chainz (Cruel Summer)
- 2012 : Beez in the Trap de Nicki Minaj avec 2 Chainz (Pink Friday: Roman Reloaded)
- 2012 : Sweat de Ciara avec 2 Chainz (One Woman Army)
- 2012 : My Moment de DJ Drama avec 2 Chainz, Meek Mill et Jeremih (Quality Street Music)
- 2012 : It's Nothin de Wiz Khalifa avec 2 Chainz (O.N.I.F.C.)
- 2012 : C'est la vie de Booba avec 2 Chainz (Futur)
- 2012 : Fuckin' Problems de ASAP Rocky avec 2 Chainz, Drake et Kendrick Lamar (LONG.LIVE.A$AP)
- 2013 : My Songs Know What You Did In The Dark (Light Em Up) de Fall Out Boy avec 2 Chainz (Futur)
- 2013 : Ali Bomaye de Game avec 2 Chainz et Rick Ross
- 2013 : Trampoline de Tinie Tempah avec 2 Chainz (démo)
- 2013 : My Story de R. Kelly avec 2 Chainz
- 2013 : Talk Dirty de Jason Derülo avec 2 Chainz (Tattoos)
- 2013 : Gold Rush de Macklemore avec 2 Chainz
- 2013 : Upper Echelon de Travis Scott avec T.I et 2 Chainz (Owl Pharaoh)
- 2014 : Cut Her Off de K Camp avec 2 Chainz (In Due Time)
- 2014 : Down on Me de DJ Mustard avec Ty Dolla Sign et 2 Chainz (10 Summers)
- 2014 : Drop Girl de Ice Cube avec RedFoo et 2 Chainz (Everythang's Corrupt)
- 2014 : Burnin' Up de Jessie J avec 2 Chainz (Sweet Talker)
- 2014 : Party Ain't a Party de Jamie Foxx avec 2 Chainz
- 2014 : U Guessed It (Remix) de OG Maco avec 2 Chainz (OG Maco)
- 2014 : Mama Ain't Proud de Guy Sebastian avec 2 Chainz (Madness)
- 2014 : Focused On You de Eric Bellinger avec 2 Chainz (Cuffin Season)
- 2015 : Double Tap de Jordin Sparks avec 2 Chainz (Right Here, Right Now)
- 2015 : Hood Go Crazy de Tech N9ne avec B.o.B et 2 Chainz (Special Effects)
- 2015 : Get Low de 50 Cent avec Jeremih, T.I et 2 Chainz
- 2015 : 3500 de Travis Scott avec Future et 2 Chainz (Rodeo)
- 2016 : No Problem de Chance the Rapper avec Lil Wayne et 2 Chainz (Coloring Book)
- 2016 : Magic City Monday de Jeezy avec Future et 2 Chainz
- 2016 : I Want de MadeinTYO avec 2 Chainz (You Are Forgiven)
- 2016 : Buy Back the Block de Rick Ross avec Gucci Mane et 2 Chainz (Rather You Than Me)
- 2016 : Castro de Yo Gotti avec Kanye West, Big Sean, 2 Chainz et Quavo (White Friday (CM9))
- 2016 : Throw Myself a Party de Cashmere Cat avec 2 Chainz, Starrah et Tory Lanez (Wild Love)
- 2017 : Without U de Steve Aoki et DVBBS avec 2 Chainz (Kolony)
- 2017 : Floor Seats de Jeezy avec 2 Chainz (Pressure)
- 2018 : Yes de Louisa Johnson avec 2 Chainz
- 2018 : Acclerate de Christina Aguilera avec Ty Dolla Sign et 2 Chainz (Liberation)
- 2018 : Big Bank de YG avec 2 Chainz, Big Sean et Nicki Minaj (Stay Dangerous)

## Filmographie

### Télévision
- 2012 : Two Broke Girls (saison 2, épisode 16 ; saison 6, épisode 2) : lui même
- 2013 : New York, unité spéciale (saison 14, épisode 22) : Calvin "Pearly" Jones
- 2022 : The Enforcer de Richard Hugues : Freddie